# Lok-lok
Le lok-lok est un type de fondue chinoise d'origine malaisienne destinée à la cuisine de rue : des brochettes de poisson, de viande ou de légumes, bouillies, frites ou grillées, sont servies avec différentes sauces. Elle est populaire en Malaisie dans des villes comme Penang, Pontaniak et Kuching.
Contrairement à la fondue chinoise, les brochettes sont trempées dans de l'eau bouillante, pas du bouillon. Les bâtonnets peuvent être de couleurs différentes pour indiquer les différents prix. Il y a normalement trois sauces : une douce, une chili et une aux cacahuètes mais la réussite d'un stand peut dépendre du large choix de sauces qu'il peut offrir.

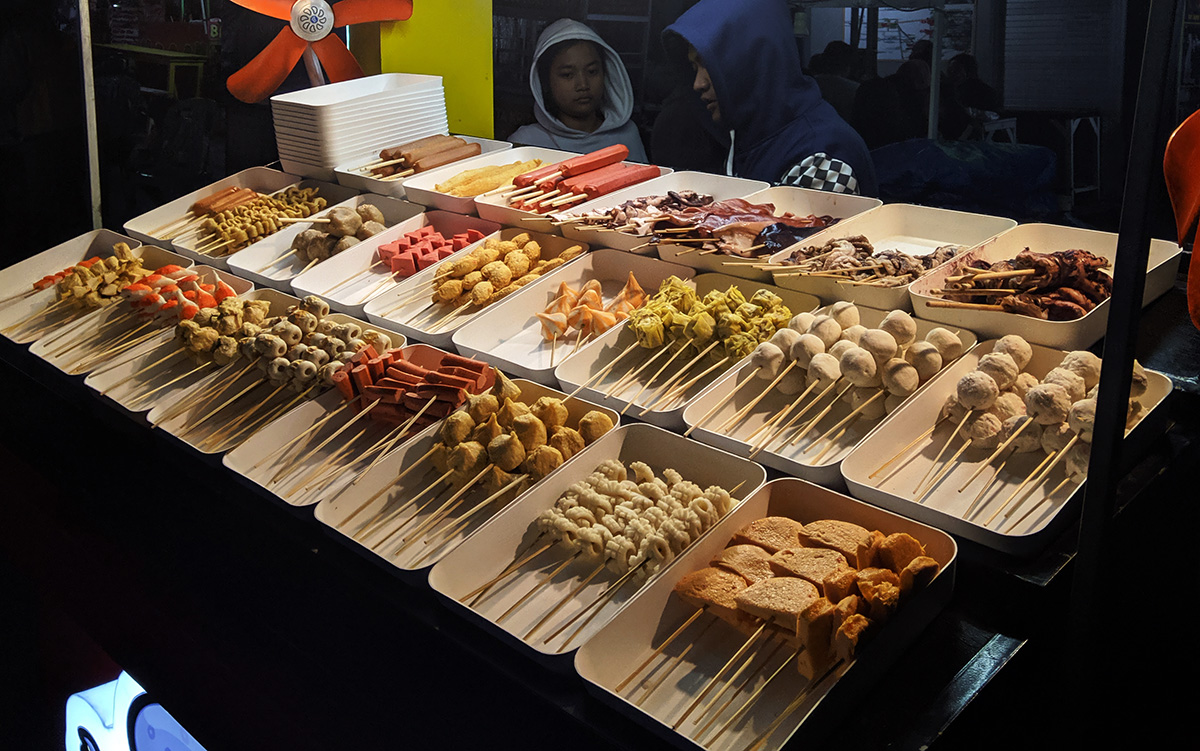
Stand de lok-lok à Batu.